# Радманци
Радманци је насеље у општини Петњица у Црној Гори. Према попису из 2003. било је 311 становника (према попису из 1991. било је 524 становника).

## Демографија
У насељу Радманци живи 207 пунолетних становника, а просечна старост становништва износи 33,3 година (32,2 код мушкараца и 34,3 код жена). У насељу има 80 домаћинстава, а просечан број чланова по домаћинству је 3,89.
Ово насеље је углавном насељено Бошњацима (према попису из 2003. године), а у последња три пописа, примећен је пад у броју становника.
|  |

| Демографија | Демографија | Демографија |
| Година      | Становника  | Становника  |
| ----------- | ----------- | ----------- |
|             |             |             |
|             |             |             |
|             |             |             |
|             |             |             |
| 1948.       | 643         |             |
| 1953.       | 683         |             |
| 1961.       | 744         |             |
| 1971.       | 755         |             |
| 1981.       | 717         |             |
| 1991.       | 524         | 465         |
| 2003.       | 646         | 311         |
|             |             |             |

| Етнички састав према попису из 2003.‍ | Етнички састав према попису из 2003.‍ | Етнички састав према попису из 2003.‍ | Етнички састав према попису из 2003.‍ | Етнички састав према попису из 2003.‍ |
| ------------------------------------ | ------------------------------------ | ------------------------------------ | ------------------------------------ | ------------------------------------ |
|                                      |                                      |                                      |                                      |                                      |
| Бошњаци                              | Бошњаци                              |                                      | 279                                  | 89,71%                               |
| Муслимани                            | Муслимани                            |                                      | 28                                   | 9,00%                                |
| Црногорци                            | Црногорци                            |                                      | 1                                    | 0,32%                                |
| Италијани                            | Италијани                            |                                      | 1                                    | 0,32%                                |
| Албанци                              | Албанци                              |                                      | 1                                    | 0,32%                                |
| непознато                            | непознато                            |                                      | 0                                    | 0,0%                                 |

| Година пописа     | 1948. | 1953. | 1961. | 1971. | 1981. | 1991. | 2003. |
| ----------------- | ----- | ----- | ----- | ----- | ----- | ----- | ----- |
| Број домаћинстава | 100   | 110   | 113   | 115   | 115   | 99    | 145   |

| Број чланова      | 1  | 2  | 3  | 4 | 5  | 6  | 7  | 8 | 9 | 10 и више | Просек |
| ----------------- | -- | -- | -- | - | -- | -- | -- | - | - | --------- | ------ |
| Број домаћинстава | 80 | 13 | 15 | 7 | 10 | 14 | 14 | 4 | 2 | 1         | 0      |

| Пол    | Укупно | Неожењен/Неудата | Ожењен/Удата | Удовац/Удовица | Разведен/Разведена | Непознато |
| ------ | ------ | ---------------- | ------------ | -------------- | ------------------ | --------- |
| Мушки  | 107    | 34               | 71           | 2              | 0                  | 0         |
| Женски | 120    | 29               | 74           | 13             | 0                  | 4         |
| УКУПНО | 227    | 63               | 145          | 15             | 0                  | 4         |

| Пол    | Укупно                    | Пољопривреда, лов и шумарство | Рибарство                            | Вађење руде и камена | Прерађивачка индустрија       |
| ------ | ------------------------- | ----------------------------- | ------------------------------------ | -------------------- | ----------------------------- |
| Мушки  | 24                        | 6                             | 0                                    | 0                    | 3                             |
| Женски | 17                        | 7                             | 0                                    | 0                    | 3                             |
| УКУПНО | 41                        | 13                            | 0                                    | 0                    | 6                             |
| Пол    | Производња и снабдевање   | Грађевинарство                | Трговина                             | Хотели и ресторани   | Саобраћај, складиштење и везе |
| Мушки  | 0                         | 3                             | 3                                    | 0                    | 3                             |
| Женски | 0                         | 0                             | 3                                    | 0                    | 0                             |
| УКУПНО | 0                         | 3                             | 6                                    | 0                    | 3                             |
| Пол    | Финансијско посредовање   | Некретнине                    | Државна управа и одбрана             | Образовање           | Здравствени и социјални рад   |
| Мушки  | 0                         | 0                             | 0                                    | 5                    | 1                             |
| Женски | 0                         | 0                             | 0                                    | 4                    | 0                             |
| УКУПНО | 0                         | 0                             | 0                                    | 9                    | 1                             |
| Пол    | Остале услужне активности | Приватна домаћинства          | Екстериторијалне организације и тела | Непознато            | Непознато                     |
| Мушки  | 0                         | 0                             | 0                                    | 0                    | 0                             |
| Женски | 0                         | 0                             | 0                                    | 0                    | 0                             |
| УКУПНО | 0                         | 0                             | 0                                    | 0                    | 0                             |